# 仙丈ヶ岳

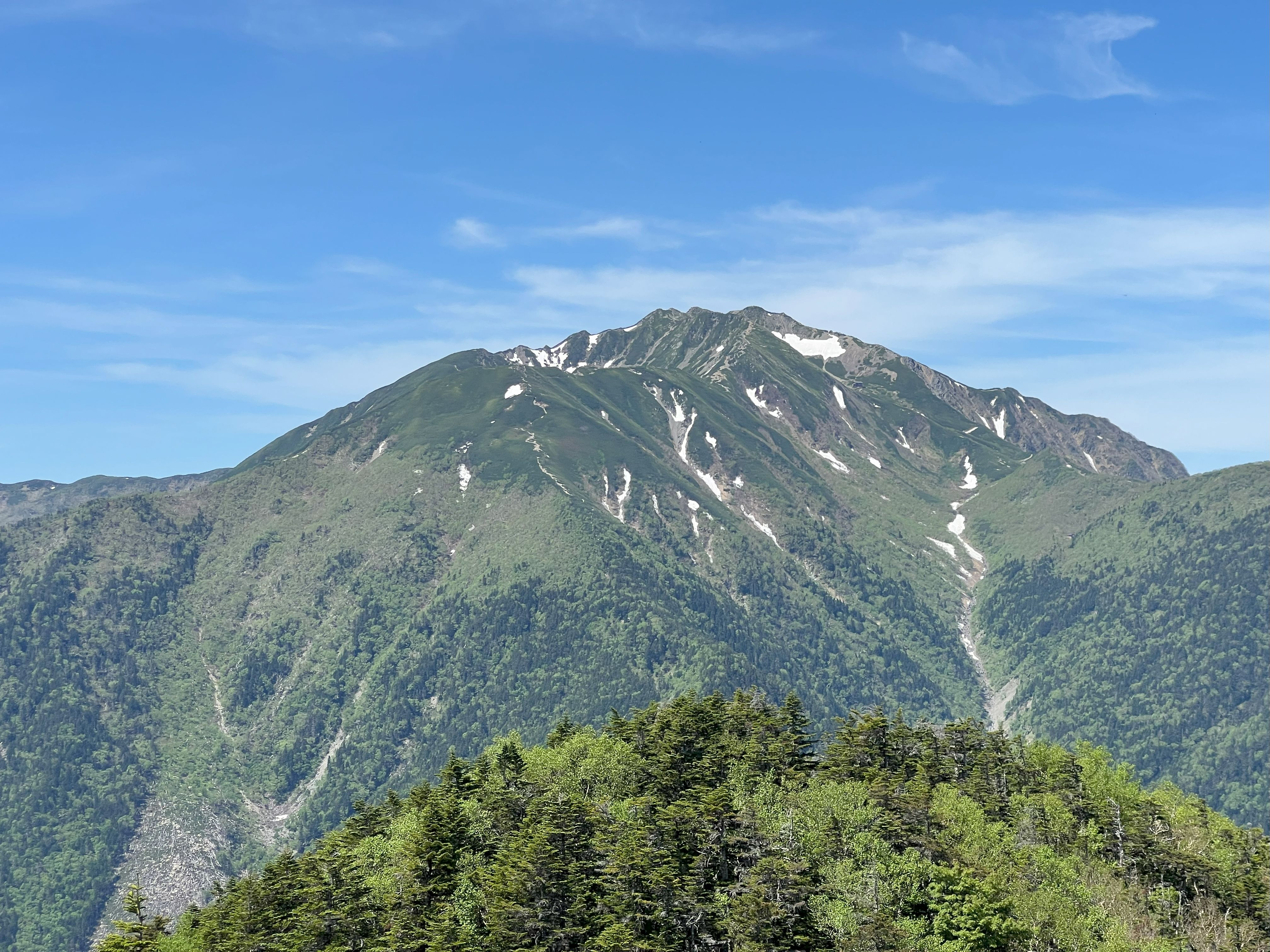
甲斐駒ヶ岳方面から望む仙丈ヶ岳

仙丈ヶ岳または仙丈岳（せんじょうがたけ・せんじょうだけ）は、長野県伊那市と山梨県南アルプス市にまたがる南アルプス国立公園内の赤石山脈の北部にある標高3,033 mの山である。

## 概要
北東に小仙丈岳、南西に大仙丈岳の小ピークを従え、さらに大仙丈岳の南側には、南アルプス中部の塩見岳に至る長大な仙塩尾根が連なっている。また、尾根の間には、東側に小仙丈沢カール、北側に藪沢カール、南東側に大仙丈沢カールと三つのカール（圏谷）を擁し、山容は比較的穏やかであるが、西面は急峻で岳沢が沢登りや冬季の氷瀑登攀の対象となっている。高山植物の非常に豊富な山として知られている。男性的な山容の甲斐駒ヶ岳に比べて女性的ななだらかな山容から「南アルプスの女王」とも称されることがある。日本百名山、新日本百名山、花の百名山、新・花の百名山、山梨百名山、信州百名山に選定されている。山体は赤石層群の硬砂岩・粘板岩・チャートで構成されている。

## 山名の由来
信州側で古くは甲斐駒ヶ岳の前衛峰として「前岳」と呼ばれていた。『甲斐国志』や『新撰甲斐国地誌略』などでは、「千丈ヶ岳」と記載されている。｢丈」とは長さの単位であり、「仙丈ヶ岳」という山名は、この山が高いことを比喩的に表したものだと考えられる。1丈の長さは約3.0303mであり、仙丈ヶ岳の標高を丈を単位として表すと約1000.79丈となる。頂上部のカールの広さの千畳から転じたものであるとする説もある。

## 登山

### 歴史
- 1909年（明治42年） - 河田黙が登頂。山頂に3基の石碑（前岳三柱大神などの刻印）があったことを記録しているが、現在は存在しない[10][2]。
- 1925年（大正14年）3月19日 - 京都三高山岳部の西堀栄三郎ら4人が積雪期初登頂[12]。
- 1930年（昭和5年） - 竹沢長衛が、北沢峠に山小屋「長衛荘」（現在の北沢峠こもれび山荘）を建てた[2]。
- 1964年（昭和39年）6月1日 - 山域は南アルプス国立公園に指定され、山の上部はその特別保護地区、山腹は特別地域となった[13]。
- 1980年（昭和55年） - 南アルプス林道が開通し、バスが運行されるようになってからは多くの登山者が訪れるようになった[14]。
- 2000年（平成12年） - 老朽化した山頂直下の仙丈小屋が取り壊され、新しい小屋が完成し、周辺は全面幕営禁止となった[15]。
- 近年[いつ?] - 北沢峠付近の山小屋が完全予約制を採用するようになった[16]。

### 登山ルート
北沢峠までの交通の便がよく、東京方面からは1泊2日でも登頂可能である。多くの登山道が整備されており、日本の3,000 m峰の中では登頂しやすい山である。毎年7月初旬にメインの登山口の北沢峠で「南アルプス北部開山祭」と「長衛祭」が行われている。
- 小仙丈尾根 - 北沢峠からの稜線ルートで、展望がよく利用者が多い。五合目の大滝ノ頭から薮沢へトラバースする枝道がある。
- 仙塩尾根 - 南アルプスの縦走路で、山頂から大仙丈ヶ岳を経て塩見岳へ続く稜線ルート。
- 薮沢ルート - 大平山荘からの薮沢に沿ったルートで、馬の背からの稜線に合流する。
- 丹渓新道 - 戸台川の廃業した丹渓山荘からの北側の稜線ルート。
- 地蔵尾根 - 西側の市野瀬からの地蔵尾根のルートがあるが、登山者は極めて少ない。

### 周辺の山小屋
周辺には以下の山小屋があり、登山シーズン中に有人の営業を行っている。南アルプス国立公園内であり、南アルプス市北沢駒仙小屋と仙水小屋のキャンプ指定地を除き、全山幕営禁止となっている。
| 画像 | 名称               | 所在地                     | 標高 (m) | 仙丈ヶ岳からの 方角と距離 (km) | 収容 人数 | キャンプ 指定地 | 備考                         |
| ---- | ------------------ | -------------------------- | -------- | ------------------------------ | --------- | --------------- | ---------------------------- |
|      | 仙丈小屋           | 山頂直下の藪沢カール       | 2,900    | 北北東 0.3                     | 55        | なし            | 風力発電、太陽光発電設備あり |
|      | 馬の背ヒュッテ     | 丹渓新道と薮沢ルートの分岐 | 2,640    | 北北東 1.1                     | 100       | なし            |                              |
|      | 藪沢小屋           | 大滝ノ頭と藪沢の間         | 2,540    | 北東 1.4                       | 30        | なし            |                              |
|      | 大平小屋           | 北沢峠西直下               | 1,960    | 北東 3.4                       | 80        | なし            |                              |
|      | 長衛小屋           | 北沢峠の東の北沢右岸       | 1,980    | 北東 3.6                       | 56        | テント100張     | 旧称：北沢駒仙小屋           |
|      | 北沢峠こもれび山荘 | 北沢峠                     | 2,036    | 北東 3.7                       | 110       | なし            | 旧称：長衛荘                 |
|      | 松峰小屋           | 地蔵尾根松峰               | 1,980    | 西北西 4.0                     | 10        |                 | 無人の避難小屋               |
|      | 仙水小屋           | 北沢峠と仙水峠の中間       | 2,130    | 北東 4.6                       | 30        | テント11張      |                              |
|      | 両俣小屋           | 野呂川左俣出合             | 2,020    | 南南東 5.3                     | 30        | テント40張      |                              |

### 登山道で見られる動植物
登山道の上部は森林限界のハイマツ帯である。ライチョウ（雷鳥）の生息地で、トウヤクリンドウ、チングルマ、シャクナゲ、シナノキンバイ、ミヤマオダマキなど多くの高山植物が見られる。田中澄江は『花の百名山』で代表する高山植物としてシナノナデシコを紹介した。カヤツリグサ科のセンジョウスゲは、環境省山梨県、長野県のレッドリストの絶滅危惧IA類 (Critically Endangered, CR) に指定されている。
|                      |                |            |                |
| ライチョウとハイマツ | シナノナデシコ | チングルマ | シナノキンバイ |

### 鳥獣による高山植物への被害
2014年現在、仙丈ケ岳でもニホンジカの出没が確認され、主に馬の背尾根においてミヤマキンポウゲ、シナノキンバイなどの高山植物が食害の被害を受けている。

## 地理
赤石山脈（南アルプス）の北部の主稜線上にある。西側には地蔵尾根が延び、北側には馬ノ背と呼ばれる尾根がある。南の塩見岳方面へと延びる仙塩尾根は「馬鹿尾根」とも呼ばれている。西北西には地蔵尾根が延びる。北沢峠を挟んで北東の甲斐駒ヶ岳と対峙している。南アルプスの3000m峰の最北端の山である。

### 周辺の山

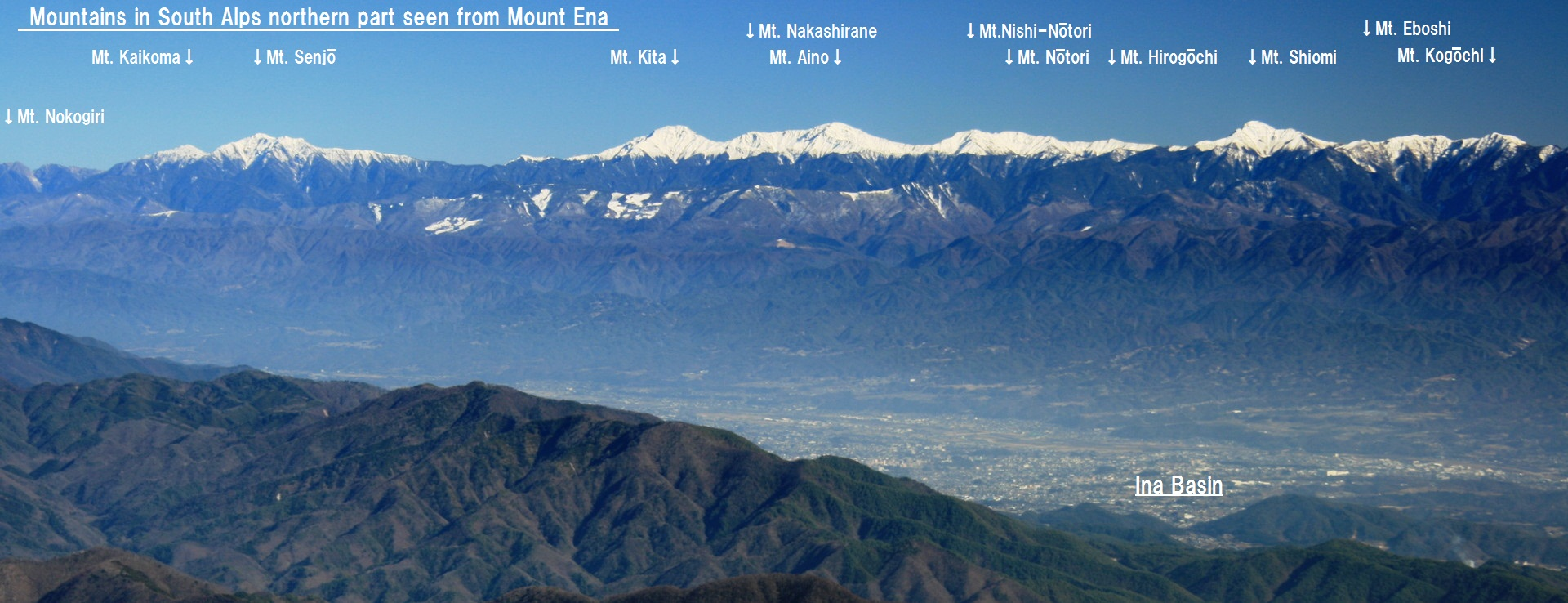
恵那山から望む南アルプス北部の山々

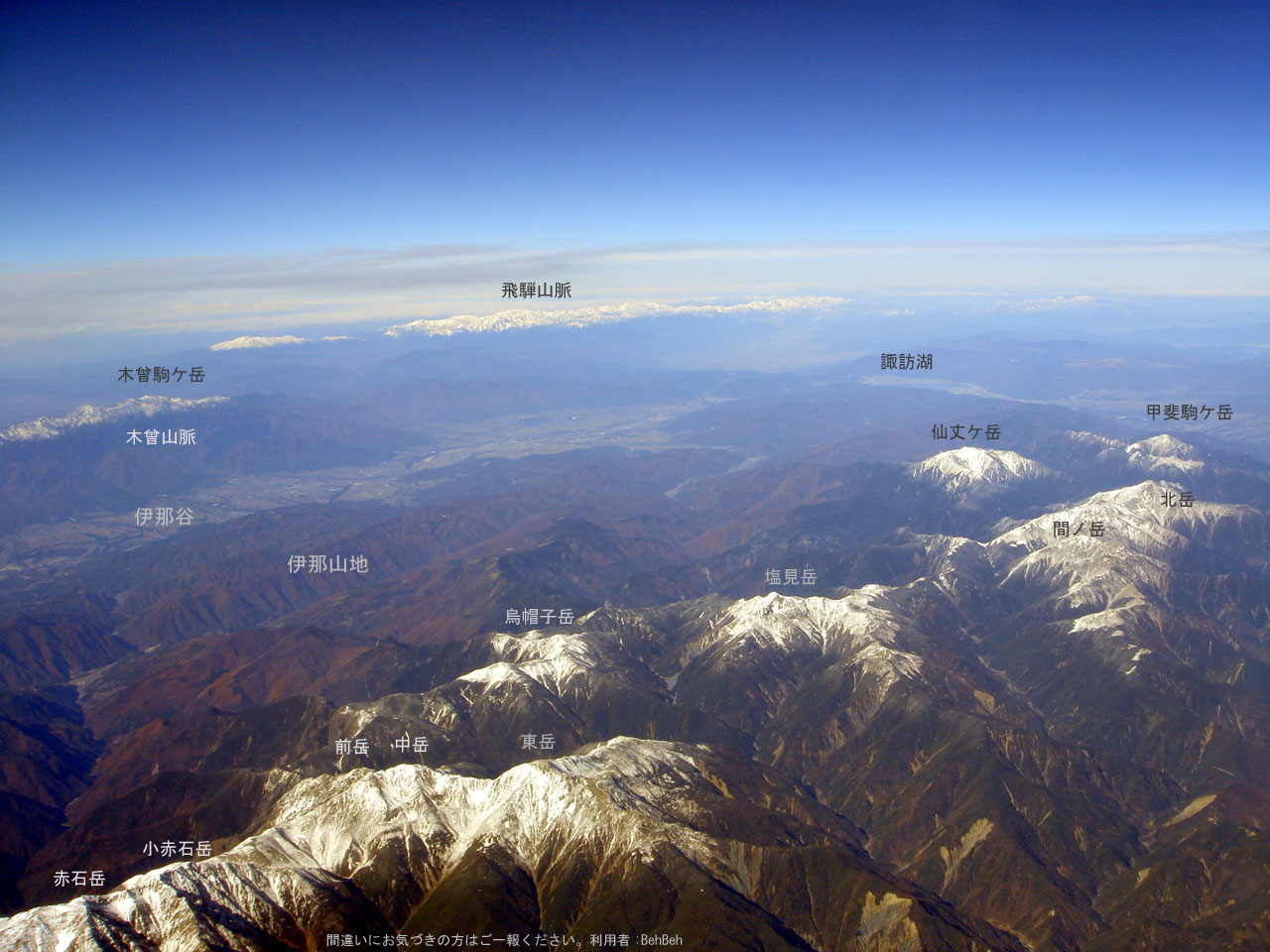
仙丈ヶ岳周辺の山（南方上空より）

| 山容 | 名称       | 標高 (m) | 三角点等級 基準点名              | 仙丈ヶ岳からの 方角と距離(km) | 備考                |
| ---- | ---------- | -------- | -------------------------------- | ----------------------------- | ------------------- |
|      | 甲斐駒ヶ岳 | 2,967    | （一等）「甲駒ケ嶽」 (2,965.58m) | 北東 6.4                      | 日本百名山          |
|      | 小仙丈ヶ岳 | 2,855    |                                  | 東北東 1.3                    | 仙丈ヶ岳 日本百名山 |
|      | 仙丈ヶ岳   | 3,032.88 | 二等 「前岳」                    | 0                             | 仙丈ヶ岳 日本百名山 |
|      | 大仙丈ヶ岳 | 2,975    |                                  | 南南西 0.7                    | 仙丈ヶ岳 日本百名山 |
|      | 北岳       | 3,193    | （三等）「白根岳」 (3,192.18m)   | 南東 7.1                      | 日本百名山          |
|      | 間ノ岳     | 3,189.13 | 三等 「相ノ岳」                  | 南南東 9.2                    | 日本百名山          |
|      | 塩見岳     | 3,046.86 | 二等 「塩見山」                  | 南 16.2                       | 日本百名山 仙塩尾根 |

### 源流の河川
源流となる以下の河川は太平洋へ流れる。
- 小仙丈沢、大仙丈沢（富士川水系野呂川の支流）
- 戸台川、三峰川（天竜川の支流）

### 交通・アクセス
- 最寄りの駅はJR東海飯田線の伊那市駅である。伊那市駅の東南東24.2 kmに位置する。
- 最寄りのインターチェンジは、中央自動車道伊那インターチェンジである。
- 長野県側の戸台から北沢峠までの、伊那市の観光・登山用のバスが運行されている[26]。
- 山梨県側の広河原から北沢峠までの、南アルプス市の観光・登山用バスが運行されている[27]。

## 仙丈ヶ岳の風景と展望

### 仙丈ヶ岳の風景
南東斜面に大仙丈カール、東斜面に小仙丈カール、北斜面には藪沢カールが見られる。女性的ななだらかな山容である。
|              |          |                |            |                        |                          |
| 仙塩尾根より | 北岳より | 小仙丈ヶ岳より | 馬ノ背より | 北沢駒仙小屋より（奥） | 高遠の五郎山から仙丈ヶ岳 |

### 仙丈ヶ岳のからの展望
山頂からは、北アルプス、中央アルプス、御嶽山、富士山や南アルプスの山々を望むことができる。とりわけ富士山、北岳、間ノ岳、穂高岳、槍ヶ岳と日本の高峰1 - 5位が望める稀有な頂である。
|                              |                |              |                                  |          |
| 中央アルプス。右奥には御嶽山 | 富士山とご来光 | 北岳と間ノ岳 | 鋸岳と甲斐駒ヶ岳（左奥に八ヶ岳） | 鳳凰三山 |

## テレビ番組
- 『日本百名山 仙丈岳』 NHK衛星第2テレビジョン、 1994年11月11日放送[28]
- 『中高年のための登山学～日本百名山をめざす仙丈ヶ岳』 NHK教育テレビ、趣味悠々、 1997年9月11日放送[29]
- 『シリーズ山の歌(3) 氷河が刻んだ峰 ～南アルプス仙丈ヶ岳～』 NHK総合テレビ、小さな旅、 1999年9月18日放送[30]
- 『南アルプス 仙丈ヶ岳』 NHK総合テレビ、さわやか自然百景、 2007年9月30日放送[31]

## 関連図書
- 中西俊明『北岳を歩く』山と溪谷社〈山小屋の主人がガイドする〉、1993年7月。ISBN 4-635-17066-7。
- 『アルペンガイド10 南アルプス』山と溪谷社〈ヤマケイ・アルペンガイド〉、2009年6月。ISBN 9784635013581。
- 『改訂版 長野県の山』山と溪谷社〈新・分県登山ガイド・改訂版〉、2010年1月、138-142頁。ISBN 9784635023658。
- 『アタック山梨百名山　新版』山梨日日新聞社、2010年5月。ISBN 9784897108544。